# Surcouf (F711)
O Surcouf é uma fragata operada pela Marinha Nacional Francesa e a segunda embarcação da Classe La Fayette. Foi lançada ao mar em 3 de julho de 1993 e comissionada no serviço ativo em 7 de fevereiro de 1997. Foi projetada primordialmente para combate naval e de defesa anti-aérea.